# Smrt u Veneciji (1971.)
Smrt u Veneciji (tal. Morte a Venezia) je talijansko-francuski film iz 1971. kojeg je režirao Luchino Visconti. Glazba korištena u filmu je Mahlerova treća i peta simfonija a Dirk Bogarde je imao glavnu ulogu. Film je snimljen po pripovijetci Smrt u Veneciji, koju je prvi put objavio 1912. pod nazivom  Der Tod in Venedig njemački pisac Thomas Mann.

## Uloge
- Dirk Bogarde - Gustav von Aschenbach
- Björn Andresen - Tadzio
- Silvana Mangano - Tadziova majka
- Romolo Valli - direktor hotela
- Mark Burns - Alfred
- Marisa Berenson - gospođa Aschenbach
- Carole André - Esmeralda
- Franco Fabrizi - brijač

## Vanjske poveznice
- IMDb - Smrt u Veneciji